# Bowdle (Dakota Południowa)
Bowdle – miasto w Stanach Zjednoczonych, w stanie Dakota Południowa, w hrabstwie Edmunds.